# Masă atomică relativă
Masa atomică relativă (cu simbolul Ar) este o mărime fizică adimensională, ce reprezintă raportul dintre masa medie a atomilor unui element chimic și unitatea atomică de masă, care la rândul său este 1⁄12 din masa atomului izotopului de carbon-12.